# Kervin Piñerúa
Kervin Martin Piñerúa Urbina (Caracas, 22 febbraio 1991 – Ankara, 18 novembre 2016) è stato un pallavolista venezuelano.
Giocava nel ruolo di schiacciatore e opposto.

## Carriera
La carriera professionistica di Kervin Piñerúa a livello di club inizia nella stagione 2010-11 quando entra a far parte del Villa María Vóley, militando nella Liga Argentina de Voleibol; tuttavia nel 2010 esordisce nella nazionale venezuelana vincendo la medaglia d'argento ai XXI Giochi centramericani e caraibici, mentre con quella Under-21 si aggiudica il bronzo al campionato sudamericano. Nel 2011 invece, con la nazionale Under-21, vince la medaglia d'oro alla Coppa panamericana, mentre con quella maggiore la medaglia di bronzo al campionato sudamericano.
Nella stagione 2011-12 viene ingaggiato dal Galatasaray Spor Kulübü, nella Voleybol 1.Ligi turca, mentre in quella successiva si trasferisce in Italia per giocare nella Pallavolo Matera Bulls, in Serie A2.
Per il campionato 2013-14 veste la maglia del Volejbalový Klub Prievidza, nella Extraliga slovacca, club a cui resta legato per due stagioni. Nel 2015 apporoda prima in Libano nello Zahra Club; con la nazionale arriva alla medaglia di bronzo alla Coppa panamericana 2015. Nello stesso anno poi gioca nella Liga Venezolana de Voleibol con i Vikingos de Miranda Voleibol Club.
Nella stagione 2016-17 è nuovamente nella massima divisione turca, questa volta con l'Afyon; il 17 novembre 2016, dopo una seduta di allenamento, viene ricoverato per un attacco di cuore: muore in ospedale il giorno successivo.

## Palmarès

### Nazionale (competizioni minori)
- Giochi centramericani e caraibici 2010
- Campionato sudamericano Under-21 2010
- Coppa panamericana Under-21 2011
- Coppa panamericana 2015

### Premi individuali
- 2010 - Campionato sudamericano Under-21: Miglior attaccante
- 2011 - Coppa panamericana Under-21: MVP
- 2011 - Campionato sudamericano: Miglior servizio
- 2015 - Qualificazioni sudamericane ai Giochi della XXXI Olimpiade: Miglior opposto